# 蒙泰居 (埃纳省)
蒙泰居（法語：Montaigu，法語發音：[mɔ̃tɛgy] ⓘ）是法国上法兰西大区埃纳省的一个市镇，属于拉昂区。

## 地理
蒙泰居（49°32'8"N, 3°49'47"E）面积23.51 平方千米，位于法国上法蘭西大區埃纳省，该省份为法国北部内陆省份，北起北部省，西接索姆省和瓦兹省，东临阿登省和马恩省，西南至塞纳-马恩省，东北部与比利时接壤。
与蒙泰居接壤的市镇（或旧市镇、城区）包括：马尔谢、莫勒尼昂奈、圣埃尔姆乌特尔和拉姆库尔、锡索讷。
蒙泰居的时区为UTC+01:00、UTC+02:00（夏令时）。

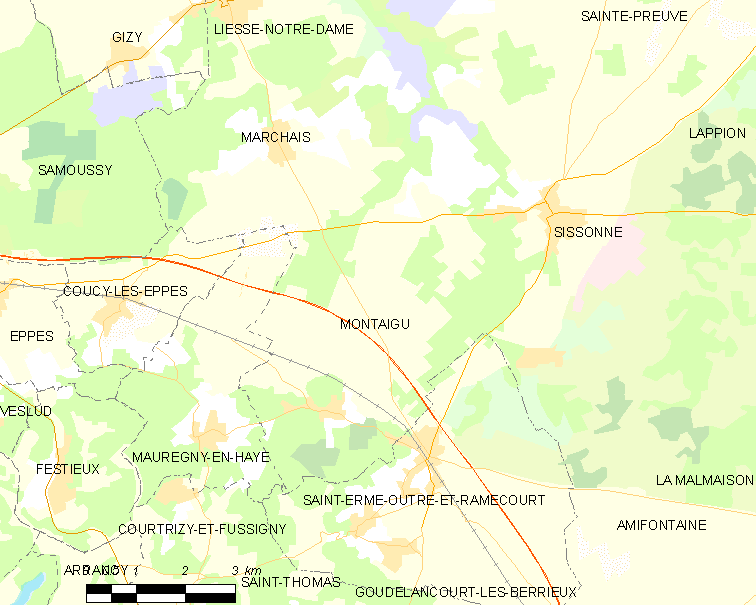
蒙泰居的OSM定位图

## 行政
蒙泰居的邮政编码为02820，INSEE市镇编码为02498。

## 政治
蒙泰居所属的省级选区为埃纳河畔新城县。

## 人口

1962-2008年间蒙泰居人口变化图示

蒙泰居于2022年1月1日时的人口数量为766人。